# Humbercourt
Humbercourt település Franciaországban, Somme megyében. Lakosainak száma 253 fő (2022. január 1.). Humbercourt Coullemont, Couturelle, Sus-Saint-Léger, Warluzel és Lucheux községekkel határos.

## Népesség
A település népességének változása:
| Lakosok száma | 254  | 264  | 270  | 268  | 269  | 272  | 266  | 259  | 253  |
|               | 2013 | 2015 | 2016 | 2017 | 2018 | 2019 | 2020 | 2021 | 2022 |